# 河北博物院
河北博物院は、中華人民共和国河北省の国立博物館。石家荘市の中心部にある。1953年に成立、国家重点博物館である。鳥取県立博物館と提携している。

## ギャラリー

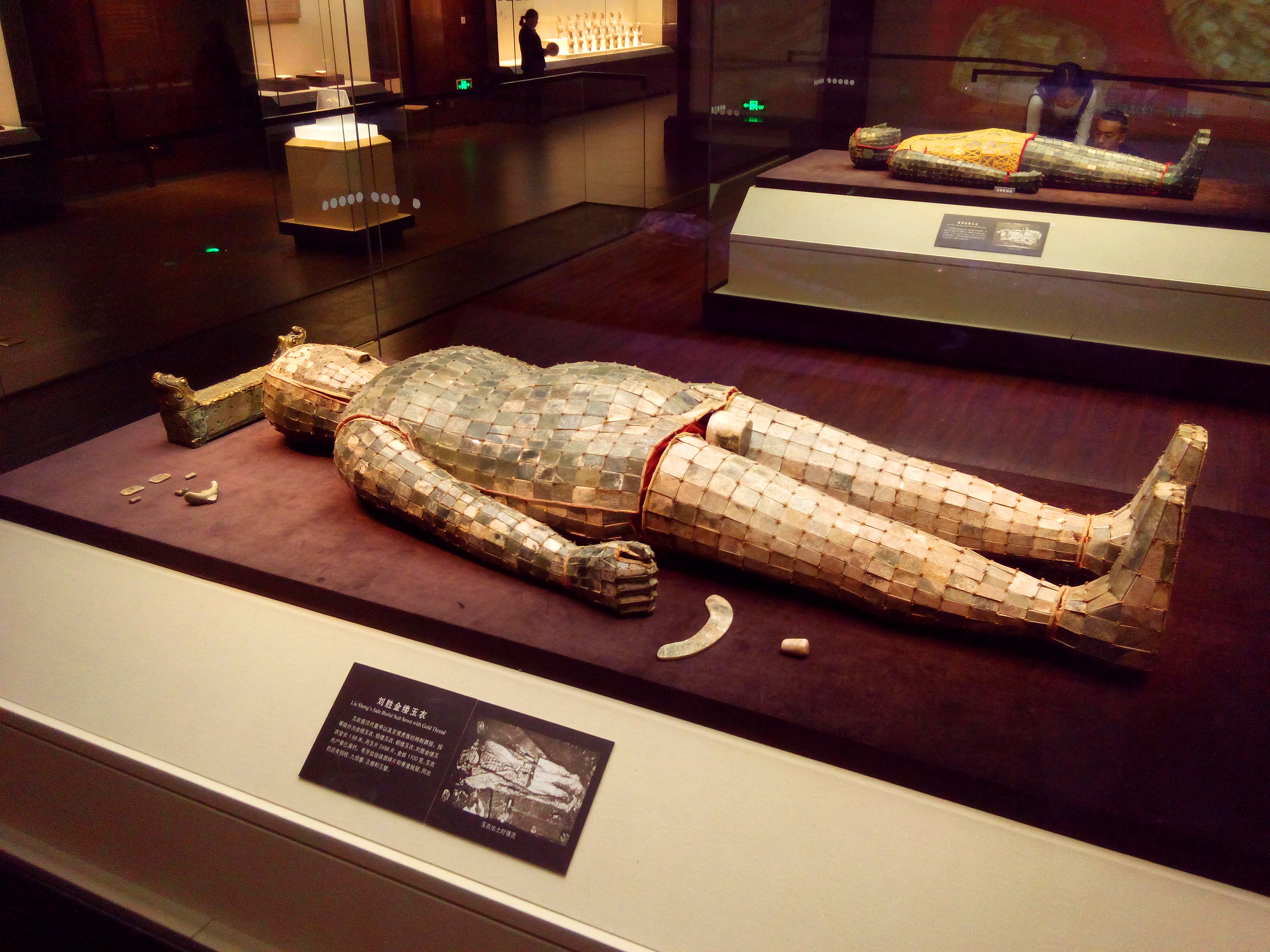
漢時代の金缕玉衣
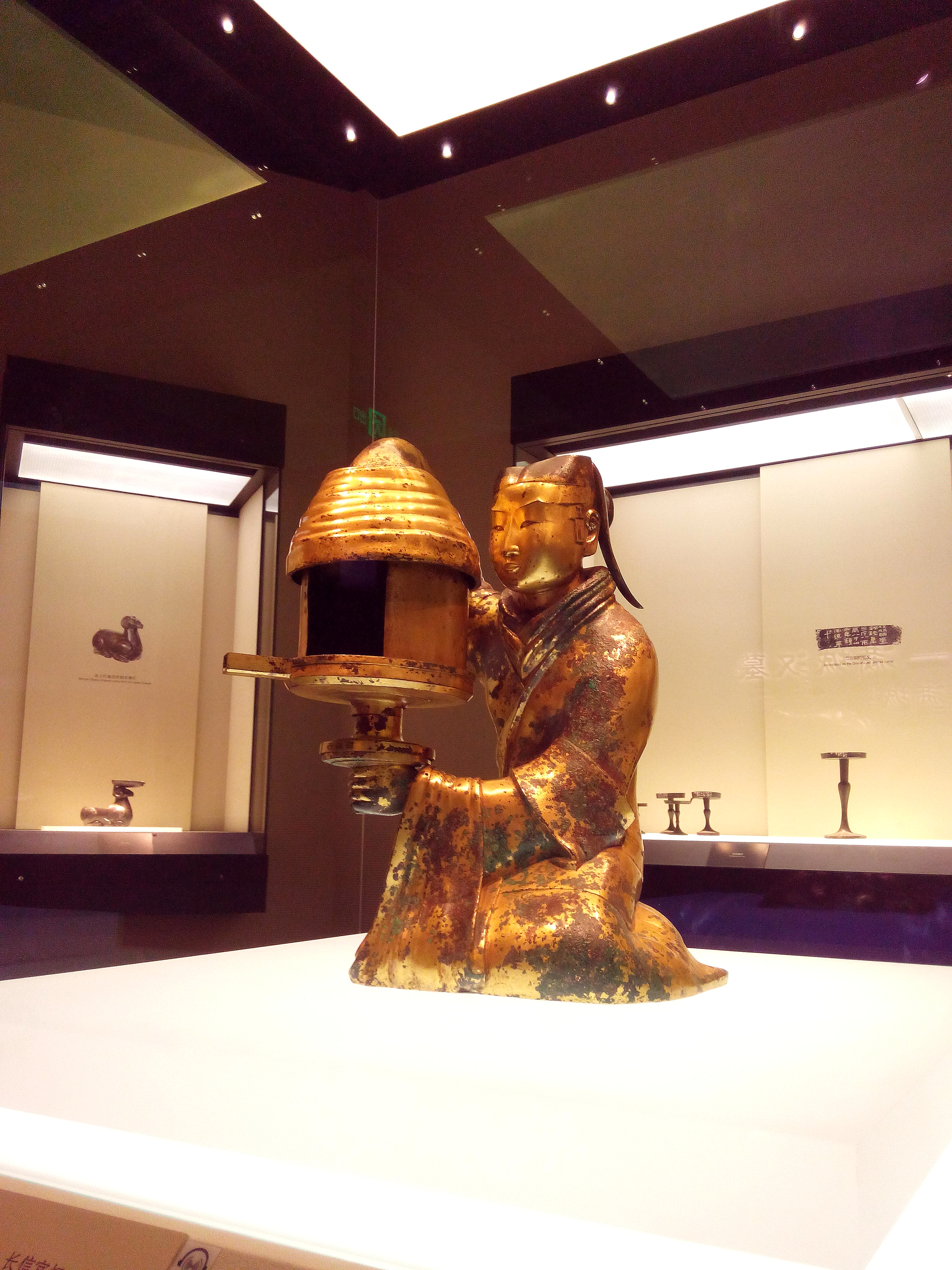
長信宮灯
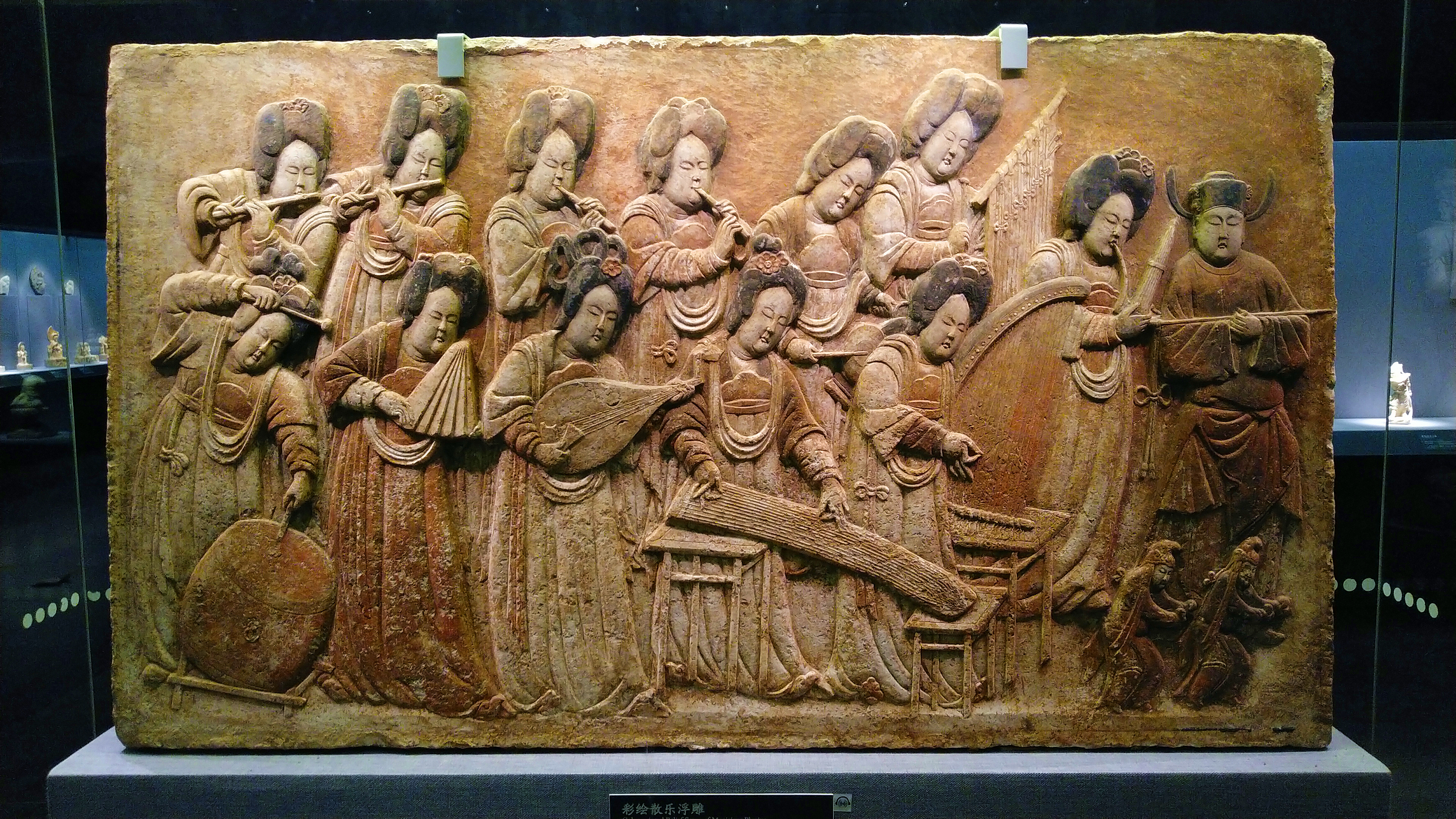
石壁

漢の時代の文化財が豊富。